# Neotrichina fida
Neotrichina fida är en tvåvingeart som först beskrevs av Collin 1933.  Neotrichina fida ingår i släktet Neotrichina och familjen puckeldansflugor. Inga underarter finns listade i Catalogue of Life.